# Pädagogische Hochschule Würzburg

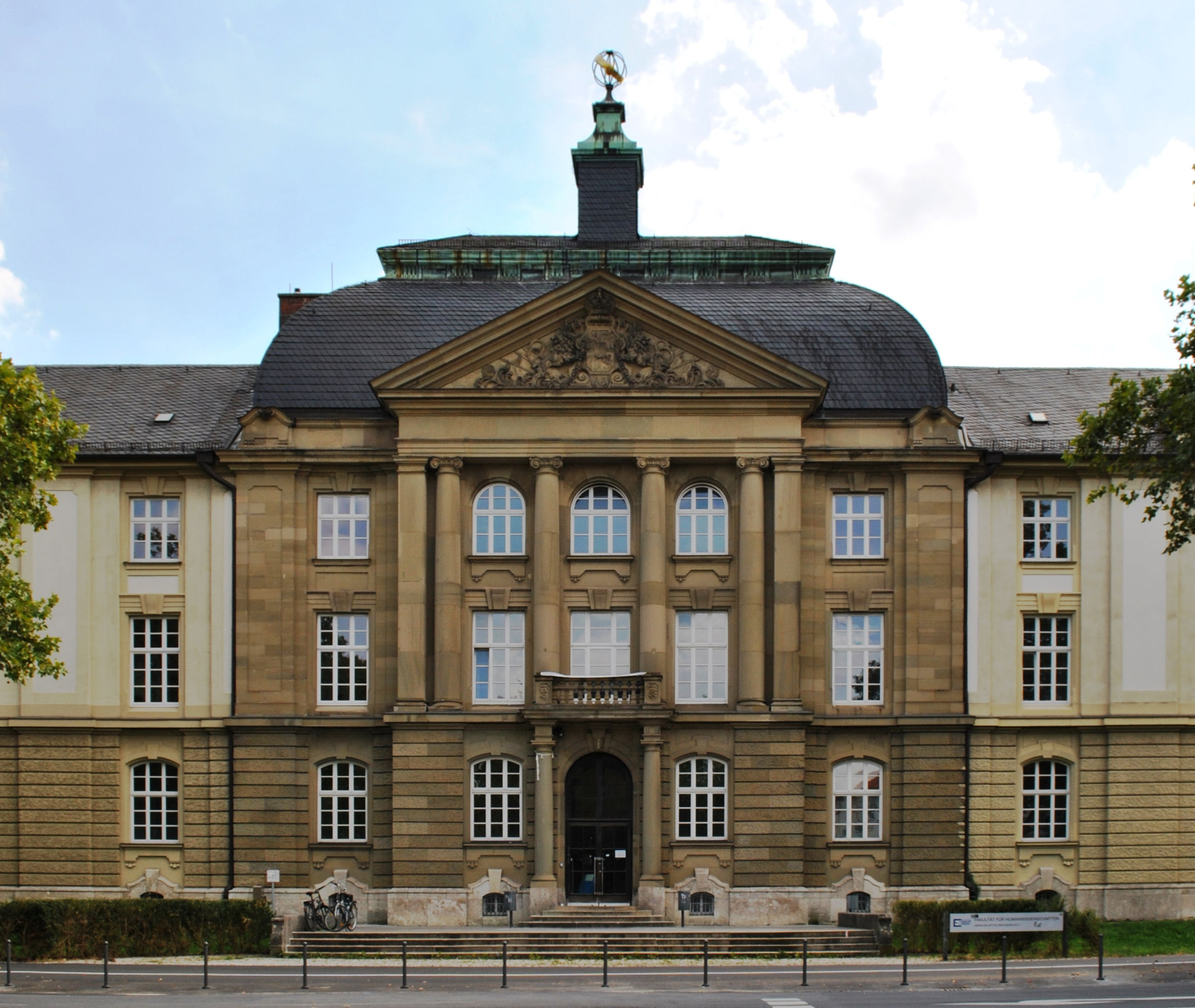
Ehemalige Pädagogische Hochschule Würzburg

Die Pädagogische Hochschule Würzburg bestand von 1958 bis 1972 als eigenständige Pädagogische Hochschule in Bayern, die der Universität Würzburg zugeordnet war.
Eine Vorgängereinrichtung war die Hochschule für Lehrerbildung Würzburg von 1935 bis 1941 (in Bayern neben Bayreuth und München-Pasing), aus der wiederum eine Lehrerbildungsanstalt bis 1945 hervorging, die ohne Abitur zu besuchen war.
Die Lehrerausbildung begann 1950 zunächst mit provisorischen Pädagogischen Lehrgängen, für die wieder das Abitur verlangt wurde. Aus den daraus ab 1954 eingerichteten Instituten für Lehrerbildung für die Ausbildung von Volksschullehrern in Bayern entstanden 1958 sechs meist immer noch konfessionell orientierte Pädagogische Hochschulen (PH Augsburg, Bamberg, Bayreuth, München-Pasing, Nürnberg, Würzburg), die den drei Landesuniversitäten zugeordnet waren. Zur Universität Würzburg gehörten die katholische PH Bamberg ebenso wie die katholische PH Würzburg am Wittelsbacherplatz 1. Zum 1. August 1972 wurden sie aufgelöst und die PH Würzburg als Institut für Pädagogik der Philosophischen Fakultät II der Julius-Maximilians-Universität Würzburg eingegliedert.
Bekannte Dozenten:
- Louis-Helmut Debes, Musikpädagoge
- Karl Mühlek, Theologe
- Winfried Weier, Philosoph

Bekannte Studenten:
- Thomas Goppel Politiker (CSU)
- Margarete Götz, Pädagogin und Hochschullehrerin
- Armin Grein, Politiker (FW)

Heute befindet sich im Gebäude der ehemaligen PH das Zentrum für Lehrerbildung und Bildungsforschung der Universität Würzburg.